# Бекеша

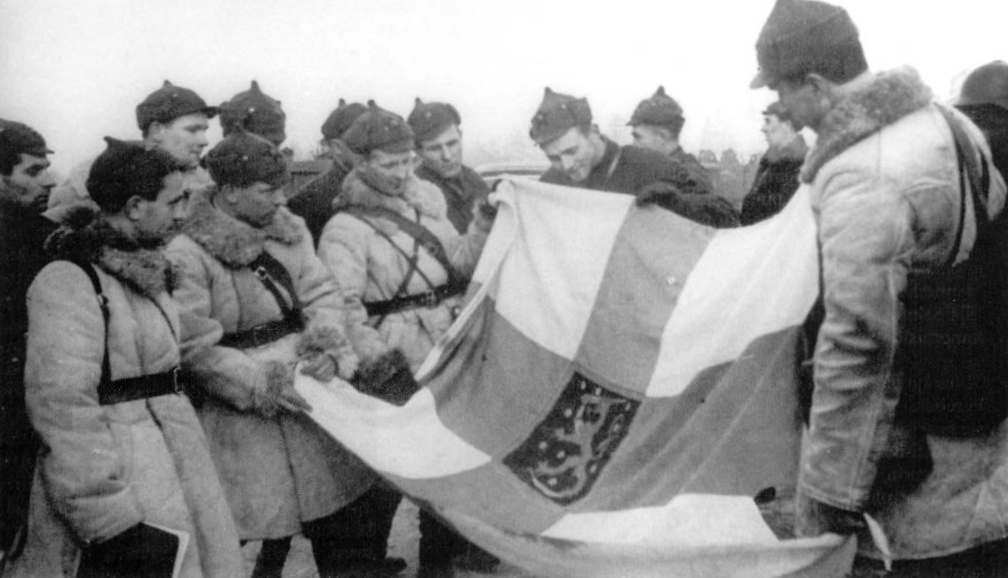
Красноармейцы в бекешах и будёновках, 1940 год

Бекеша, бекеш (от венгерск. bekes) — мужская тёплая верхняя одежда типа пальто на меху или вате (см. ватник). По покрою напоминает сюртук, состоящий из верхней части (лифа) и нижней (юбки), соединённых на уровне талии.
Названа по имени венгерского полководца XVI века Каспара Бекеша.
На Руси подобного типа была верхняя мужская зимняя одежда в виде короткого кафтана со сборками на спине и меховой отделкой (по краю воротника, рукавов, карманов, по подолу), также иногда называется полушубком. Словарь В. И. Даля определяет Бекеш как венгерский сюртук, кафтанчик или чекменёк на меху. Запашна́я бекешка, шубка, без перехвата, короткая и с малым во́ротом — тулупчик.

## История

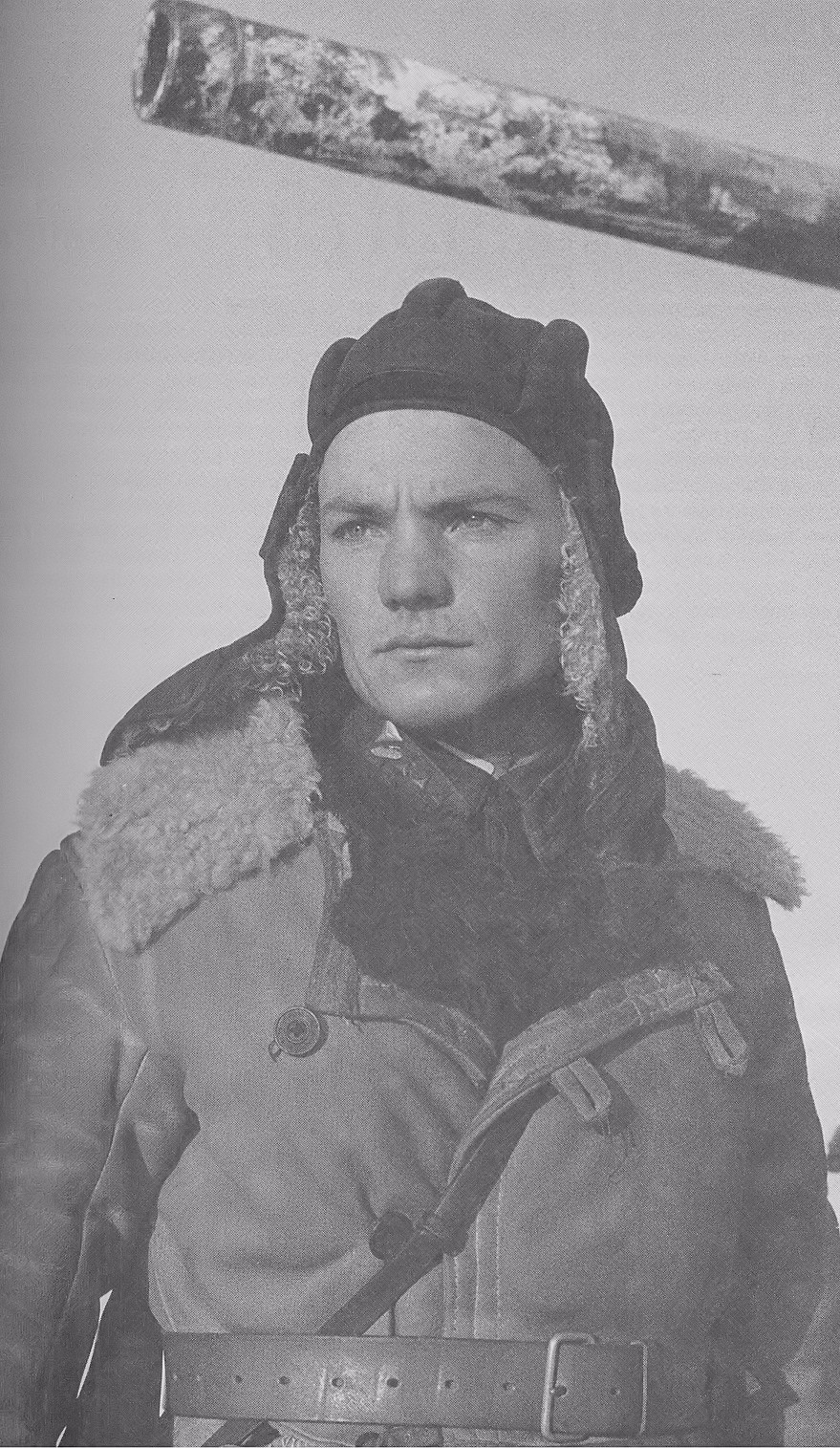
Герой Советского Союза И.Т. Любушкин в бекеше

Образцы иноземной мужской одежды массово стали проникать на Русь в XVI веке, одной из первых была и бекеша. Позднее ношение образцов зарубежной одежды запрещалось царскими указами. Вновь бекеша стала набирать популярность в России в 1750-х годах, причем её неизменной деталью оставалась только меховая опушка. Материал изготовления, покрой, длину и воротники трактовали достаточно свободно, кому как нравилось, варьируя длину бекеши, форму и высоту воротника.
Бекеша была неуставной формой одежды (обмундированием) офицерского состава русской кавалерии, а затем зимней формой одежды личного состава Русской Императорской армии, высшего комсостава и личного состава Красной армии, инвентарной одеждой в Вооружённых силах СССР.
Также в годы Гражданской войны бекеша была зимней верхней одеждой командного состава бронепоездов Красной армии.

Славная бекеша у Ивана Ивановича! отличнейшая! А какие смушки! Фу ты, пропасть, какие смушки! сизые с морозом! Я ставлю бог знает что, если у кого-либо найдутся такие! Взгляните, ради бога, на них, — особенно если он станет с кем-нибудь говорить, — взгляните сбоку: что это за объядение! Описать нельзя: бархат! серебро! огонь! Господи боже мой! Николай Чудотворец, угодник божий! отчего же у меня нет такой бекеши! Он сшил её тогда ещё, когда Агафия Федосеевна не ездила в Киев. Вы знаете Агафию Федосеевну? та самая, что откусила ухо у заседателя.— Глава I. Иван Иванович и Иван Никифорович, Повесть о том, как поссорился Иван Иванович с Иваном Никифоровичем, Н. В. Гоголь

Морозный воздух пробирается под ваточную подкладку и ползет вдоль спины. И зачем он надел свою бекешь вместо медвежьей шубы.— Глава 20, Часть II, На ущербе, П. Д. Боборыкин, 1890 год.

## ВС СССР
Бекеша в Вооружённых силах Советского Союза — специальное вещевое имущество (инвентарное имущество). В соответствии с действующим ГОСТ 7416-73, введённым в действие с 1 июля 1974 года (взамен ГОСТ 7416-55) называется «бекеша овчинная нагольная». Настоящий государственный стандарт распространяется на овчинные нагольные бекеши, предназначаемые в качестве специального обмундирования.
Бекеши изготавливаются двух типов, пяти размеров (48, 50, 52, 54, 56) и трёх длин (I, II, III) в каждом размере.